# Nora Eddington
Lenora „Nora“ Verna Eddington (* 25. Februar 1924 in Chicago, Illinois; † 10. April 2001 in Glendale, Kalifornien) war eine US-amerikanische Schauspielerin und die zweite Ehefrau des Schauspielers Errol Flynn.

## Leben und Karriere
Nora Eddington wurde am 25. Februar 1924 in Chicago geboren. Im Alter von 19 Jahren lernte sie den Schauspieler Errol Flynn kennen, gegen den gerade ein Prozess wegen Vergewaltigung der zwei Minderjährigen Peggy Satterlee und Betty Hansen geführt wurde. Flynn wurde jedoch freigesprochen und sie heirateten 1943. Aus der Ehe gingen die Töchter Rory und Deirdre Flynn hervor. 1949 wurde die Ehe geschieden und Nora Eddington heiratete Dick Haymes. Auch diese Ehe wurde geschieden. Schließlich heiratete Nora Eddington Richard Black. Auch aus dieser Ehe ging ein Kind hervor, ihr Sohn Kevin Black. Später schrieb sie außerdem ihr eigenes Buch über ihr Leben mit Flynn mit dem Titel Errol and Me welches 1960 veröffentlicht wurde.
Zu den Filmen, in denen sie während ihrer Karriere als Schauspielerin auftrat, gehörten Adventures of Don Juan (1948), in dem sie die Dame in der Kutsche porträtierte, die nach dem Weg fragte (nicht im Abspann), und Cruise of the Zaca (1952), in der sie sich selbst spielte.
Eddington starb schließlich  2001 im Alter von 77 Jahren nach einem langen Kampf mit einer Nierenerkrankung im Cedars Sinai Hospital in Los Angeles. Sie wurde neben ihrem Sohn Kevin auf dem Westwood Village Memorial Park Cemetery beigesetzt.

## Filmografie
- 1947: Unusual Occupations (Kurzfilm)
- 1948: Die Liebesabenteuer des Don Juan (Adventures of Don Juan)
- 1952: Cruise of the Zaca
- 1977: The Hollywood Greats (Fernsehserie, 1 Folge)
- 1983: Errol Flynn: Portrait of a Swashbuckler

## Archivaufnahmen
- 1996: Secret Lives (Fernsehserie, 1 Folge als sie selber, Archivmaterial)
- 2005: In the Wake of the Zaca (Video als sie selber, Archivmaterial)
- 2005: The Adventures of Errol Flynn
- 2007: Errol Flynn – Teufel aus Tasmanien (Tasmanian Devil: The Fast and Furious Life of Errol Flynn, Fernsehfilm als sie selber, Interview-Archivmaterial aus dem Jahr 1985)